# Retrograd amnesi
Retrograd amnesi avser oförmåga att minnas saker som har inträffat före en viss tidpunkt. Orsakerna kan vara organiska, som till exempel vid stroke, skallskada eller epileptiska krampanfall, eller psykogena.